# هاري غور بيشوب
هاري غور بيشوب (بالإنجليزية: Harry Gore Bishop)‏ (22 نوفمبر 1874 في غراند رابيدز - 31 أغسطس 1934 في واشنطن) كاتب خيال علمي، وروائي من الولايات المتحدة.

## الجوائز
- وسام جوقة الشرف